# Sigma-anneau
Un σ-anneau (lire sigma-anneau) est un système d'ensembles dont la définition est un peu plus générale que celle des σ-algèbres (ou « tribus »). Il est possible de présenter dans ce formalisme alternatif la théorie de la mesure, aujourd'hui plus souvent exposée dans le cadre des tribus.

## Définition, exemples, propriétés
Définition — Un σ-anneau sur un ensemble {\displaystyle X} est un anneau d'ensembles sur {\displaystyle X} stable par union dénombrable.

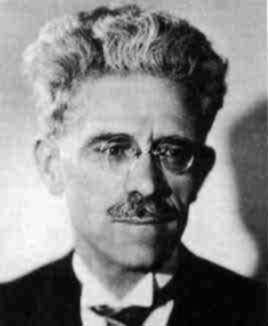
Maurice Fréchet est en 1915 le premier à utiliser des sigma-anneaux.

- Toute σ-algèbre (on dit aussi « tribu ») est un σ-anneau. De même que les algèbres d'ensembles sont les anneaux d'ensembles contenant {\displaystyle X}, les σ-algèbres sont les σ-anneaux contenant {\displaystyle X}.
- Un anneau d'ensembles sur un ensemble fini est aussi un σ-anneau. Un anneau sur un ensemble fini qui n'est pas une algèbre d'ensembles fournit donc un exemple de σ-anneau qui n'est pas une σ-algèbre : c'est ainsi le cas de {\displaystyle \{\varnothing ,\{a\}\}} sur un ensemble à deux éléments {\displaystyle X=\{a,b\}}.
- Sur tout ensemble {\displaystyle X}, le système de parties{\displaystyle \{A\in {\mathcal {P}}(X)\,\mid \,A} fini ou dénombrable {\displaystyle \}\,}est un σ-anneau. Il engendre comme σ-algèbre le système de parties{\displaystyle \{A\in {\mathcal {P}}(X)\,\mid \,A} ou {\displaystyle {}^{c}A\,} fini ou dénombrable {\displaystyle \}\,}Lorsque {\displaystyle X} est infini non dénombrable, la première classe est strictement contenue dans la seconde, et fournit un deuxième exemple de σ-anneau qui n'est pas une σ-algèbre.
- Vues comme anneaux de Boole, les algèbres d'ensembles ont une unité, au sens d'un élément neutre pour la deuxième opération de cette structure (à savoir l'intersection). Les anneaux d'ensembles plus généraux (et en particulier les σ-anneaux) peuvent en avoir une, comme dans l'exemple de {\displaystyle \{\varnothing ,\{a\}\}} ci-dessus, ou ne pas en avoir, comme dans l'exemple suivant. Il est facile de voir qu'un anneau d'ensembles {\displaystyle {\mathcal {R}}} a une unité si et seulement si :{\displaystyle \bigcup _{A\in {\mathcal {R}}}A\in {\mathcal {R}}.}Les σ-anneaux sur {\displaystyle X} ayant une unité {\displaystyle Y} sont en fait les σ-algèbres sur {\displaystyle Y}[2].
- Tout σ-anneau est un δ-anneau[3], mais la réciproque n'est pas vraie (voir les détails à l'article « δ-anneau »).

## Utilisations en théorie de la mesure
En 1915, Maurice Fréchet publie un article qui propose déjà une définition des mesures très voisine de celle admise de nos jours, et qui est le premier à considérer des « ensembles abstraits » sans relation avec les nombres réels. Il y introduit, sans les nommer, les σ-anneaux. Jusqu'au deuxième tiers du XXe siècle, le cadre des σ-anneaux est souvent utilisé en lieu et place de celui des tribus pour exposer la théorie de la mesure.
Étant donné une mesure {\displaystyle \mu } définie sur un σ-anneau {\displaystyle {\mathcal {S}}} qui n'est pas une σ-algèbre, on dispose d'au moins deux stratégies pour l'étendre à une σ-algèbre : on peut considérer le σ-anneau comme un δ-anneau et étendre {\displaystyle \mu } sur la tribu des ensembles localement mesurables par le procédé exposé à l'article « delta-anneau ». On peut aussi étendre {\displaystyle \mu } à la tribu {\displaystyle \sigma ({\mathcal {S}})} engendrée par {\displaystyle {\mathcal {S}}} en donnant la mesure +∞ à toutes les parties où elle n'est pas déjà définie. Les deux procédés ne donnent pas forcément la même extension, même sur la tribu engendrée. Ainsi si {\displaystyle X} est un ensemble infini non dénombrable, {\displaystyle {\mathcal {S}}} le σ-anneau des parties finies ou dénombrables de {\displaystyle X} et {\displaystyle \mu } la mesure nulle, le premier procédé étend {\displaystyle \mu } en la mesure nulle (sur la tribu de toutes les parties de {\displaystyle X}) tandis que le second l'étend en donnant une mesure infinie aux complémentaires d'ensembles finis ou dénombrables.